# Навроцкая, Ольга Владимировна
Ольга Владимировна Навроцкая (укр. Ольга Володимирівна Навроцька, в девичестве — Витвицкая укр. Вітвицька; род. 15 февраля 1974, Киев, Украинская ССР) — украинский дизайнер, режиссёр, художник по костюмам, фотограф, стилист, писательница и клипмейкер. Основательница бренда NAVRO.

## Биография

### Ранние годы
Училась в школе № 57, где окончила 11 классов.
В детстве захотела быть модельером одежды. В возрасте 14 лет начала посещать студию московского дизайнера Алисы Толкачевой. После года занятий у той, решила поступить в Киевский технологический институт легкой промышленности - что не получилось из-за большого конкурса, так как это был только первый год набора художников-модельеров. Устроилась в мультипликационную студию, затем училась на географическом факультете на заочном отделении.
Вскоре начала писать сказку и захотела ее проиллюстрировать. Поняв, что ей не хватает академической подготовки, пошла рисовать к своей тёте, художнице и мастеру гобелена. Они рисовали натюрморты, гипс, плели гобелены. Рисуя эскизы к своим рассказам, плавно перешла на эскизы одежды.

### Начало карьеры
Навроцкая работала помощником президента нефтяной компании. В одном здании с этой компанией находился офис «Русского Радио», где она познакомилась с программным директором Ольгой Горбачёвой. Горбачёва показала эскизы Ирине Билык, с которой начала работать Навроцкая. Первым проектом стал сольный концерт «Ома» Билык в 1997 году. Навроцкая разработала наряд для самой певицы и ее балета.
Работала в журналах «Натали», FHM, ELLE. Снимала фотосессии, фэшн-истории, обложки, работала в рекламе.
Начиная с 1999 создала образы для более двухсот музыкальных клипов. Работала стилистом для журналов Viva, ELLE, FHM, для телевизионных мюзиклов и шоу «Танцы со звёздами».

### С 2005
Дебютировала на телевидении на проекте «Шанс». В 2005 году Навроцкая открыла студию дизайнерской одежды, в 2007 году зарегистрировала торговую марку NAVRO.
18 февраля 2011 года состоялась презентация книги Навроцкой «Жизнь после смерти Маши обыкновенной».
В мае 2011 года показала свою первую коллекцию под брендом NAVRO.
В 2012 году Ольга представила дебютный короткометражный фильм «Инспектор» — жизнеутверждающую историю о конце света.
Весной 2012 года Навроцкая совместно со стилистом Ольгой Слонь запустила вторую линию одежды QUEEN CASUAL by NAVRO. Под этой маркой были выпущены три коллекции. В декабре 2012 представила новую коллекцию NAVRO INSPIRED BY UKRAINE (NIBU).
Свою первую дизайнерскую коллекцию Little House показала в рамках Ukrainian Fashion Week в 2014 году. С 2016 торговая марка NAVRO вышла на международный рынок.
В апреле 2016 года Ольга Навроцкая и бренд TAGO создали коллекцию одежды в стиле фестиваля Coachella.
В 2018 году сняла клип для Fahot «Мантра» и для группы ТНМК — «Янголи».
Летом 2018 выпустила fashion video «Inseparable» на фестивале La Jolla Fashion Film Festival в Калифорнии. Навроцкая была представлена в семи номинациях и получила приз как «Лучший художник по костюмам» и «Лучшее видео» за ролик «Inseparable» («Неразлучные»).
Как художник по костюмам и стилист, Навроцкая сотрудничала с Ирина Билык, Таисией Повалий, Глюкозой, Светланой Лободой, Ани Лорак, Тина Кароль, Машей Ефросининой, Верой Брежневой, Натальей Могилевской, Аллой Пугачевой, Филиппом Киркоровым, Андреем Данилко, Валерией, Сергеем Лазаревым, Людмилой Гурченко, Алексеем Чадовым, группой ВИА Гра и Валерий Меладзе, Жанной Фриске.
На её счету более двухсот клипов, работа в новогодних мюзиклах «За двумя зайцами», «Двенадцать стульев», «Три мушкетера», телепроекте «Танцы со звездами» и фильме Оранжевая любовь.

## Личная жизнь
Первый брак — Навроцкий. С 2009 года находится в отношениях с Михайлютой Олегом Игоревичем.
От заведения детей отказалась.

## Награды и премии
- 2004 — «Стилист года» в конкурсе «Черная жемчужина»;
- 2009 — «Икона стиля» от ELLE Awards;
- 2009 — «Лучший стилист» от Best Ukrainian Awards;
- 2014 — приз от Best Fashion Awards, специальная премия от журнала Viva «Дизайнер с самой сильной гражданской позицией»[18];
- 2018 — на фестивале La Jolla Fashion Film Festival в Калифорнии Ольга Навроцкая была представлена в семи номинациях, и получила приз как «Лучший художник по костюмам» и «Лучшее видео» за ролик «Inseparable» («Неразлучные»)[19];
- 2019 — «Жінка України 2019» от журнала «Единственная». Победа в номинации «Мода и красота» — Ольга Навроцкая[20].

## Режиссерские работы
- 2009 — Татьяна Пискарева — «Обручальных колец»;
- 2010 — ТНМК — «Шоколад»;
- 2010 — Виталий Козловский — «Надо любить»;
- 2010 — Наталья Могилевская — «Морские звезды»;
- 2010 — ТНМК — «Проїхали»;
- 2010 — Ольга Лима — «Говорила мама»;
- 2011 — Инди — «Холодный дождь»;
- 2011 — ТНМК и Mgzavrebi — «Qari Qris»;
- 2012 — Фильм «Инспектор»;
- 2012 — Diana69 feat. Кекс — «Позволь полюбить»;
- 2012 — Наталья Могилевская — «Изменница»;
- 2012 — ДиО фильмы — «Открытая рана»;
- 2012 — Наталья Могилевская — «На грани»;
- 2012 — Татьяна Пискарева — «Женщины любят глазами»;
- 2013 — NAVRO CAMPAIGN EVENING DRESSES;
- 2013 — Real O — «Без него»[21];
- 2014 — Даша Медовая — «Заковано море»;
- 2016 — Жемчуг — Солнце мое";
- 2018 — Fahot — «Мантра»;
- 2018 — ТНМК — «Янголи»;
- 2018 — Inseparable (fashion-video).
- 2020 — ТНМК - «Контакт»

## Дизайнерские коллекции
- 1st COLLECTION;
- NAVRO INSPIRED BY UKRAINE
- SPECIAL PRINTS DESIGNED BY NAVRO NIBU PRINTS
- SPECIAL PRINTS DESIGNED BY NAVRO BLACK SWAN
- SPECIAL PRINTS DESIGNED BY NAVRO UNICORNS
- WINTER IS COMING
- BLACK UNICORNS
- MANDARINKI
- KOI SS14 LOOKBOOK
- #HEAVENGARDEN SS15 CAMPAIGN
- #HEAVENGARDEN SS15 LOOKBOOK
- PRINCESS&DRAGONS FALL WINTER 2015—2016 LOOKBOOK
- PRINCESS&DRAGONS FALL WINTER 2016-17 CAMPAIGN
- A LITTLE CHAOS SS16 CATWALK
- A LITTLE CHAOS SS16 CAMPAIGN
- A LITTLE CHAOS SS16 LOOKBOOK
- BY OLGA NAVROTSKA LOOKBOOK
- #LOVEATTACK FALL WINTER 2016-17 CATWALK
- #LOVEATTACK FALL WINTER 2016-17 LOOKBOOK
- NATIVE SS 17 CATWALK
- NATIVE SS 17 LOOKBOOK
- NATIVE SS 17 CAMPAIGN
- UDC FALL WINTER 2017-18 CATWALK
- UDC FALL WINTER 2017-18 LOOKBOOK
- WISHES Summer 2018
- Autumn /Winter 18-19 Rock’N Owls[22]
- SS19 Care Your Beast[23]

## Интервью
- Наталья Влащенко. Ольга Навроцкая: Я жду, чем закончится война, потому что мы реально смотрим интерактивное фантастическое кино // 112 Украина. — 2016. — 17 сентября.